# パトリック・シモンズ
パトリック・シモンズ（Patrick Simmons、1948年10月19日 - ）はアメリカ合衆国ワシントン州アバディーン出身のロック・ミュージシャン。アメリカを代表するロック・バンド、ドゥービー・ブラザーズの創設メンバーであり、同グループの活動期間内のすべてに在籍しているただ唯一の人物でもある。ギター、ボーカルを担当し、バンドの代表曲の多くを作詞・作曲した。

## キャリア
アバディーン西海岸の町で生まれる。両親がともに教師として働いていたため、ベビーシッターに面倒を見てもらっていた。そのベビーシッターがたまたまピアノの教師であり、これが彼が音楽に関心を抱く最初のきっかけになった。
6歳の時、家族とともにカリフォルニア州サンノゼに移り住み、8歳の時にギターと出会う。近所に住む8歳年上の友人に手ほどきを受け、ギターの基礎と歌を学んだ。彼は小学校時代から活発にプレイし、13歳までには最初のロックンロール・バンドを結成。高校では聖歌隊でも歌った。
15歳の時、サラトガにある「ブラス・ノッカー・コーヒー・ハウス」で初めてプロとしてのギグを行う。フォークソング、ブルース、トラディショナル・ミュージックなどと一緒にいくつかのオリジナル・ナンバーも披露した。彼は高校を卒業するまでの間、ベイ・エリアのコーヒー・ハウス、バー、レストラン、クラブなどを、ある時はひとりで、また様々なバンドでサーキットし続けた。
1967年にサンノゼ州立大学に入学し、心理学を学ぶ傍ら週末に演奏する生活を続ける。1969年、カリフォルニア州キャンベルの「ガス・ライター・シアター」でステージを務めた際に、スキップ・スペンスの仲介でトム・ジョンストン、ジョン・ハートマンと出会う。
シモンズは当時、後にドゥービーズに加入するタイラン・ポーター（ベース）、マイク・ミンデル（バイオリン）とスクラッチなるバンドで活動中だったが、まもなくジョンストン、ハートマンの誘いに応じ、新バンドを結成する。3人とデイヴ・ショグレン（ベース）の4人からなるこのバンドがオリジナル・ドゥービー・ブラザーズである。
ドゥービーズではトム・ジョンストンと並んでギターとボーカルを担当し、ツイン・リード・ボーカル、ツイン・ギターの片翼を担う。作曲家としても才能を発揮し、グループ初のNo.1ヒット「ブラック・ウォーター」は彼の作品である。その他「ディペンディン・オン・ユー」、「サウス・シティ・ミッドナイト・レディ」、「エコーズ・オブ・ラヴ」といった、活動休止前の代表曲のいくつか、そして再結成後にドゥービーズの原点に立ち返ったバイカー・ソングの「デンジャラス」など、バンドの全活動期間を通じてドゥービーズに多くの楽曲を提供した。
1978年に発表した大ヒットアルバム『ミニット・バイ・ミニット』を最後にジョン・ハートマンがグループを脱退した時点で、シモンズは唯一のオリジナル・メンバーとなった。
1987年にオリジナル・メンバー5人にボビー・ラカインド（パーカッション）を加えた6人編成でドゥービー・ブラザーズを再結成。その後もメンバー・チェンジを繰り返しながら現在まで活動中である。
また、1983年に『アーケード』(Arcade)、1995年には日本限定リリースとなる『テイク・ミー・トゥ・ザ・ハイウェイ』(Take Me To The Highway)の2枚のソロ・アルバムをリリースしている。

## 私生活
妻クリス、3人の子供リンジー、ジョッシュ、パトリックJr.がいる。シモンズ夫妻は熱心なオートバイ愛好家であり、ハーレーダビッドソンに乗り、多くのバイク関連イベントに出没し、バイク関連記事の収集を楽しんでいる。またバイクのほかに乗馬、サーフィンなどを愛好する活動的な人物である。